# 管状狸藻
管状狸藻（学名：Utricularia tubulata）为狸藻属小型浮水生食虫植物。其种加词“tubulata”来源于拉丁文“tubus”，意为“管子”。管状狸藻分布于澳大利亚北部及西部至北领地及昆士兰。

## 外部連結
- 食虫植物照片搜寻引擎中管状狸藻的照片 （页面存档备份，存于）

 维基共享资源上的相關多媒體資源：管状狸藻
 維基物種上的相關：管状狸藻